# Halowe Mistrzostwa Europy w Lekkoatletyce 2023 – sztafeta 4 × 400 m kobiet
Sztafeta 4 × 400 metrów kobiet – jedna z konkurencji biegowych rozgrywanych podczas halowych lekkoatletycznych mistrzostw Europy w hali Ataköy Arena w Stambule.
Tytuł mistrzowski z 2021 obroniły Holenderki.

## Terminarz
| Data    | Godzina |       |
| ------- | ------- | ----- |
| 5 marca | 19:25   | Finał |

## Rekordy
Tabela prezentuje halowy rekord świata, rekord Europy w hali, rekord halowych mistrzostw Europy, a także najlepsze osiągnięcia w hali na świecie i w Europie w sezonie 2023 przed rozpoczęciem mistrzostw.
|                                               | Reprezentacja                                                              | Wynik   | Miejsce      | Data                  |
| --------------------------------------------- | -------------------------------------------------------------------------- | ------- | ------------ | --------------------- |
| Rekord świata                                 | Rosja · Julija Guszczina · Olga Kotlarowa · Olga Zajcewa · Olesia Forszewa | 3:23,37 | Glasgow      | 28 stycznia 2006(dts) |
| Rekord Europy                                 | Rosja · Julija Guszczina · Olga Kotlarowa · Olga Zajcewa · Olesia Forszewa | 3:23,37 | Glasgow      | 28 stycznia 2006(dts) |
| Rekord mistrzostw Europy                      | Holandia · Lieke Klaver · Marit Dopheide · Lisanne de Witte · Femke Bol    | 3:27,15 | Toruń        | 7 marca 2021(dts)     |
| Najlepszy wynik na świecie w 2023 roku (hala) | Arkansas Amber Anning Nickisha Pryce Paris Peoples Rosey Effiong           | 3:26,40 | Fayetteville | 28 stycznia 2023(dts) |
| Najlepszy wynik w Europie w 2023 roku (hala)  | Węgry · Evelin Nádházy · Fanni Rapai · Sára Mátó · Janka Molnár            | 3:37,11 | Nyíregyháza  | 28 stycznia 2023(dts) |

## Wyniki

### Finał
| Poz. | Tor | Reprezentacja   | Zawodniczki             | Czas    | Uwagi        |
| ---- | --- | --------------- | ----------------------- | ------- | ------------ |
| 01 ! | 6   | Holandia        | Lieke Klaver            | 3:25,66 | CR · WL · NR |
| 01 ! | 6   | Holandia        | Eveline Saalberg        | 3:25,66 | CR · WL · NR |
| 01 ! | 6   | Holandia        | Cathelijn Peeters       | 3:25,66 | CR · WL · NR |
| 01 ! | 6   | Holandia        | Femke Bol               | 3:25,66 | CR · WL · NR |
| 02 ! | 3   | Włochy          | Alice Mangione          | 3:28,61 | NR           |
| 02 ! | 3   | Włochy          | Ayomide Folorunso       | 3:28,61 | NR           |
| 02 ! | 3   | Włochy          | Anna Polinari           | 3:28,61 | NR           |
| 02 ! | 3   | Włochy          | Eleonora Marchiando     | 3:28,61 | NR           |
| 03 ! | 4   | Polska          | Anna Kiełbasińska       | 3:29,31 | SB           |
| 03 ! | 4   | Polska          | Marika Popowicz-Drapała | 3:29,31 | SB           |
| 03 ! | 4   | Polska          | Alicja Wrona-Kutrzepa   | 3:29,31 | SB           |
| 03 ! | 4   | Polska          | Anna Pałys              | 3:29,31 | SB           |
| 4.   | 1   | Czechy          | Tereza Petržilková      | 3:31,26 | SB           |
| 4.   | 1   | Czechy          | Marcela Pírková         | 3:31,26 | SB           |
| 4.   | 1   | Czechy          | Nikola Bendová          | 3:31,26 | SB           |
| 4.   | 1   | Czechy          | Lada Vondrová           | 3:31,26 | SB           |
| 5.   | 5   | Irlandia        | Sophie Becker           | 3:32,61 | SB           |
| 5.   | 5   | Irlandia        | Sharlene Mawdsley       | 3:32,61 | SB           |
| 5.   | 5   | Irlandia        | Cliodhna Manning        | 3:32,61 | SB           |
| 5.   | 5   | Irlandia        | Phil Healy              | 3:32,61 | SB           |
| 6.   | 2   | Wielka Brytania | Hannah Kelly            | 3:32,65 | SB           |
| 6.   | 2   | Wielka Brytania | Carys Mcaulay           | 3:32,65 | SB           |
| 6.   | 2   | Wielka Brytania | Nicole Kendall          | 3:32,65 | SB           |
| 6.   | 2   | Wielka Brytania | Mary Abichi             | 3:32,65 | SB           |